# روبرتو ريوس (لاعب كرة سلة)
روبرتو ريوس (14 أغسطس 1957 في الولايات المتحدة - ) هو لاعب كرة سلة بورتوريكي في مركز الهجوم خلفي، شارك في الألعاب الأولمبية الصيفية 1988.

## وصلات خارجية
- روبرتو ريوس على موقع الاتحاد الدولي لكرة السلة (الإنجليزية)
- روبرتو ريوس على موقع ريلجم (الإنجليزية)
- روبرتو ريوس على موقع سبورتس رفرنس (الإنجليزية)
- روبرتو ريوس على موقع أوليمبيديا (الإنجليزية)